# Halme masakoae
Halme masakoae är en skalbaggsart som beskrevs av Tatsuya Niisato 1984. Halme masakoae ingår i släktet Halme och familjen långhorningar.
Artens utbredningsområde är Taiwan. Inga underarter finns listade i Catalogue of Life.